# Ben Amos
Pour les articles homonymes, voir Amos.
Benjamin « Ben » Paul Amos, né le 10 avril 1990 à Macclesfield, est un footballeur anglais qui évolue au poste de gardien de but au Port Vale FC.

## Biographie

### Formation et débuts
Ben Amos rejoint Manchester United à l'âge de onze ans, après avoir quitté Crewe Alexandra. Il est convoqué en 2008 pour un tournée en Afrique du Sud mais ne joue pas, bien que remplaçant lors des trois matches. Au retour, Manchester United s'arrête au Nigeria le 27 juillet 2008 pour jouer contre Portsmouth et Amos remplace Tomasz Kuszczak en fin de match.
Le 23 septembre 2008, il joue son premier match en équipe première contre Middlesbrough, pour le troisième tour de la League Cup (victoire 3-1).
En décembre 2008, il fait partie du voyage au Japon pour la Coupe du monde des clubs, ayant été appelé en renfort après la blessure de Ben Foster.

### Prêts à Peterborough United et Molde
Le 29 octobre 2009, Amos signe pour un mois à Peterborough United, club anglais de seconde division. Il joue son premier match le 31 octobre contre Barnsley (défaite 2-1).
Après être revenu à Manchester pour quelque temps, il est prêté en mars 2010 au club norvégien de Molde FK jusqu'à la fin de la saison.

### Retour à Manchester United et prêt à Oldham United
À la suite du départ de Ben Foster vers Birmingham City en 2010, Alex Ferguson annonce que Ben Amos devient le troisième gardien des Red Devils derrière Edwin van der Sar et Tomasz Kuszczak. Le gardien anglais est titulaire le 26 octobre 2010, face à Wolverhampton lors du quatrième tour de la Coupe de la Ligue anglaise (victoire 3-2). Le 7 décembre 2010, il évolue pour la première fois en Ligue des champions durant la phase de groupe de la compétition face au Valence CF.
Amos est prêté à Oldham Athletic, club anglais qui évolue en D3 anglaise, le 7 janvier 2011. Initialement prévu pour l'intégralité de la saison, son prêt prend fin en mars à la suite de la blessure d'Anders Lindegaard.

### Prêt à Hull City et après
Le 31 juillet 2012, Amos est prêté pour une saison à Hull City.
Le 28 juin 2021, il rejoint Wigan Athletic
Le 1er juillet 2024, il rejoint Port Vale.

### En sélection
Ben Amos fait ses débuts en équipe d'Angleterre espoirs le 5 septembre 2011 lors du match amical face à Israël (victoire 4-1).

## Statistiques
| Saison                | Club                       | Championnat           | Championnat | Championnat | Coupe(s) nationale(s) | Coupe(s) nationale(s) | Compétition(s) continentale(s) | Compétition(s) continentale(s) | Compétition(s) continentale(s) | Play-offs | Play-offs | Total | Total |
| Saison                | Club                       | Division              | M.          | B.          | M.                    | B.                    | Comp.                          | M.                             | B.                             | M.        | B.        | M.    | B.    |
| 2008-2009             | Manchester United          | Premier League        | -           | -           | 1                     | 0                     | -                              | -                              | -                              | -         | -         | 1     | 0     |
| 2010-2011             | Manchester United          | Premier League        | -           | -           | 1                     | 0                     | C1                             | 1                              | 0                              | -         | -         | 2     | 0     |
| 2011-2012             | Manchester United          | Premier League        | 1           | 0           | 3                     | 0                     | -                              | -                              | -                              | -         | -         | 4     | 0     |
| Sous-total            | Sous-total                 | Sous-total            | 1           | 0           | 5                     | 0                     | -                              | 1                              | 0                              | -         | -         | 7     | 0     |
| 2009-2010             | Peterborough United (prêt) | Championship          | 1           | 0           | -                     | -                     | -                              | -                              | -                              | -         | -         | 1     | 0     |
| 2010                  | Molde FK (prêt)            | Tippeligaen           | 8           | 0           | 1                     | 0                     | -                              | -                              | -                              | -         | -         | 9     | 0     |
| 2010-2011             | Oldham Athletic (prêt)     | League One            | 16          | 0           | -                     | -                     | -                              | -                              | -                              | -         | -         | 16    | 0     |
| 2012-2013             | Hull City (prêt)           | Championship          | 17          | 0           | 2                     | 0                     | -                              | -                              | -                              | -         | -         | 19    | 0     |
| 2013-2014             | Carlisle United (prêt)     | League One            | 9           | 0           | -                     | -                     | -                              | -                              | -                              | -         | -         | 9     | 0     |
| 2014-2015             | Bolton Wanderers (prêt)    | Championship          | 9           | 0           | -                     | -                     | -                              | -                              | -                              | -         | -         | 9     | 0     |
| Sous-total            | Sous-total                 | Sous-total            | 60          | 0           | 3                     | 0                     | -                              | -                              | -                              | -         | -         | 63    | 0     |
| 2015-2016             | Bolton Wanderers           | Championship          | 40          | 0           | 3                     | 0                     | -                              | -                              | -                              | -         | -         | 43    | 0     |
| 2016-2017             | Bolton Wanderers           | League One            | -           | -           | 1                     | 0                     | -                              | -                              | -                              | -         | -         | 1     | 0     |
| Sous-total            | Sous-total                 | Sous-total            | 40          | 0           | 4                     | 0                     | -                              | -                              | -                              | -         | -         | 44    | 0     |
| 2016-2017             | Cardiff City (prêt)        | Championship          | 16          | 0           | -                     | -                     | -                              | -                              | -                              | -         | -         | 16    | 0     |
| 2017-2018             | Charlton Athletic (prêt)   | League One            | 46          | 0           | 2                     | 0                     | -                              | -                              | -                              | 2         | 0         | 50    | 0     |
| 2018-2019             | Millwall FC (prêt)         | Championship          | 12          | 0           | 3                     | 0                     | -                              | -                              | -                              | -         | -         | 15    | 0     |
| Sous-total            | Sous-total                 | Sous-total            | 74          | 0           | 5                     | 0                     | -                              | -                              | -                              | 2         | 0         | 81    | 0     |
| 2019-2020             | Charlton Athletic          | Championship          | -           | -           | -                     | -                     | -                              | -                              | -                              | -         | -         | 0     | 0     |
| Sous-total            | Sous-total                 | Sous-total            | -           | -           | -                     | -                     | -                              | -                              | -                              | -         | -         | 0     | 0     |
| Total sur la carrière | Total sur la carrière      | Total sur la carrière | 175         | 0           | 17                    | 0                     | -                              | 1                              | 0                              | 2         | 0         | 195   | 0     |

## Palmarès

### En club
- Champion d'Angleterre de D3 en 2022 avec Wigan